# Diisononyladipat
Diisononyladipat ist eine organische chemische Verbindung die vor allem als Weichmacher in PVC eingesetzt wird. Diisononyladipat gehört zur Gruppe der Adipinsäureester.

## Eigenschaften
Diisononyladipat hat eine Viskosität von 17 bis 21 mPa·s bei 20 °C.

## Verwendung
Diisononyladipat wird als Weichmacher für PVC eingesetzt, wodurch dieses auch bei tiefen Temperaturen weich bleibt. Vorteilhaft für Diisononyladipat ist seine Mischbarkeit mit anderen gebräuchlichen monomeren Weichmachern. Weiterhin wird es als Weichmacher für Acrylnitril-Butadien-Kautschuk (NBR), Styrol-Butadien-Kautschuk (SBR) und Chloropren-Kautschuk (CR) verwendet.